# 尿

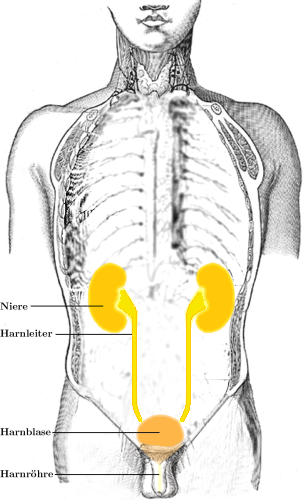
泌尿器の概要。腎臓でつくられた尿は輸尿管を経由して膀胱へと送られ、一定量が溜まったら尿道を介して排尿される。

尿（にょう、いばり、英: Urine）は、腎臓により生産される液体状の排泄物。血液中の水分や不要物、老廃物からなる。日本語では小便（しょうべん）、小水（しょうすい）、俗語でおしっこ、しっこ、ションベンなどともいう。古くは「ゆばり」「ゆまり」（湯放）と言った。
尿の生産・排泄に関わる器官を泌尿器と呼ぶ。ヒトの場合、腎臓で血液から濾し取られることで生産された尿は、尿管を経由して膀胱に蓄積され、尿道口から排出される。生産量は水分摂取量にもよるが、1時間あたり60ミリリットル (ml)、1日約1.5リットルである。膀胱の容量は、成人で平均して500 ml程度で、膀胱総容積の4/5程度蓄積されると大脳に信号が送られ、尿意を催す。

## 役割
尿を排出することは、大きくは次のような意味がある。
老廃物の排出動物の体内で生産される老廃物は腎臓で濾し出され、尿に含まれて排出される。特に窒素化合物の排出は重要で、アミノ酸などが分解される際にアンモニアが生産され、これは有害であるので速やかに排出しなければならない。
浸透圧の調節体内の水分量の調節の役割がある。水を多く飲むと薄い尿が多量に出る。これは腎臓における再吸収によって調節される。
慢性腎不全が悪化した患者は、腎臓での尿による老廃物の排出が十分にできなくなるため、人工透析を受ける必要がある。

### 分類群と窒素代謝物の排泄
硬骨魚類や両生類のカエルの幼生のオタマジャクシではアンモニアの状態で排出する。軟骨魚類のサメや両生類のカエルの成体は尿素で排出する。爬虫類や鳥類などでは尿酸に化学変化させて、固形物として排出する。硬い殻（閉鎖卵）を有する卵生の動物では、尿を殻の外に排泄できないため、アンモニアでは有害であり、尿素では浸透圧が高くなりすぎ、水にわずかしか溶けない尿酸の形で排泄することにより有害性と浸透圧の両方の問題を解決している。哺乳類では、肝臓で尿素に化学変化させて排出する。これらのことから卵生の哺乳類である単孔類のカモノハシでは、卵生では尿酸で、成体では尿素で排泄することが推定される。昆虫は、幼虫や成虫は尿酸または尿酸の分解物であるアラントインで排泄し、閉鎖系となる蛹期には尿酸で排泄する。

## 成分
哺乳類の尿（特にヒトの尿）の場合、約98%が水であり、タンパク質の代謝で生じた尿素を約2%含む。その他、微量の塩素、ナトリウム、カリウム、マグネシウム、リン酸などのイオン、クレアチニン、尿酸、アンモニア、ホルモンを含む。閉経した女性の場合は、性腺刺激ホルモンも含む。色はおおむね黄色で、水分が不足している時はオレンジ色になり、短時間に大量に水を摂取して成分がほぼ100%水となった場合は無色となる。肝臓での代謝物ビリルビンが代謝され、ウロビリノーゲンを経て最終的な代謝物である黄色のウロビリンが排出されたときやビタミンB2（リボフラビン）が排出されたときも黄色となる（リボフラビン以外のビタミンそのものは無色）。

一般的に汚いものと思われがちで、人間社会では大便とともに便所で出すよう求められ、野外ですると処罰されることもある。
だが、尿は血液を濾過して造られるため、腎臓が健康な場合は排泄までは無菌である。排泄してから時間が経つと、尿の中の尿素が外部から侵入した細菌によって分解され、アンモニアが発生して悪臭を放つ。尿自体の臭いは、軽くアンモニア臭がする程度だが、水分が不足した時や偏った食生活をした時、あるいは何らかの病気の可能性がある時に、気になるニオイが発生することがある。注意が必要なのはきついアンモニア臭がする場合や、甘酸っぱいにおいがする場合である。また、排泄直後の尿は空気を含んで泡立つことも多いが、大抵はすぐに消える。しかし、あまりにも泡立ちが激しい場合は、蛋白尿や糖尿病である可能性が高い。健康な状態の尿は弱酸性である。代謝物は水分より比重が重いので黄色または褐色成分は時間が経つにつれて沈殿する。

### 尿検査
尿は血液中の不要物や有害物、新陳代謝の老廃物などを体外へ捨てるために腎臓で濾過されて生産される。このため、身体状態を反映して水素イオン指数 (pH) や成分が変化することが知られており、内科の診断では主要な検査対象となる。通常、尿は弱酸性を保っているが、pHに変化が起きると、肺のガス交換や腎機能の異常を推察することができる。尿をアルカリ性にすることによって結石を作りにくくする治療もある。
血液やリンパ液、組織液などのpHは、ホメオスタシス（恒常性維持機能）によって通常pH7.4±0.05に維持されている。一方、尿は体液ではないため、pHはある程度の範囲で変動する。体内からミネラルを補充したり、尿に余分なミネラルを排出することで血液や体内のpHが保たれているので、骨や尿は摂取する食品の影響を受ける。尿はpH4.4～8.0の範囲で変化する。尿酸は酸性尿で析出しやすく、血清尿酸値の上昇は腎機能の低下を伴う。高尿酸血症の治療において尿pH は6から7 に保つことが適切とされており、尿pH6-7が尿酸が最も析出しにくい範囲で腎機能が良好であった。一般に尿は弱酸性であるが、アルカリ性食品を多く摂取(ほとんどの文献で血液、体液の酸・アルカリの性質を変える事はないと考えられている似非科学的用語である。)することで、アルカリ性になったまま低下しなくなることがある。
尿にタンパク質が含まれる場合は腎疾患や尿路系の異常、糖では糖尿病、血液では尿路系の炎症や結石（尿路結石）が疑われる。ただし、これらは疾患がなくても疲労が原因である場合もある。ウロビリノーゲンの量や尿の比重も臓器の疾患を示唆する。ウイルス、細菌が混じる場合には泌尿器系の感染症が疑われる。薬物・毒物などを摂取した場合には固有の代謝産物が検出される。妊娠した女性からはヒト絨毛性ゴナドトロピン (HCG) という特有のホルモンが検出される。
身体への侵襲が無く簡単な尿検査は、試薬を用いて色の変化や沈殿の有無を調べるもので、妊娠の検査であれば数分程度で確認できる。近年では質量分析の発展によって極めて微量の成分でも検出が可能となっており、スポーツ競技でのドーピング検査で使用されている。

## 利用

### 農学・工学
尿に含まれる尿素は窒素を多く含むため、肥料として古来から利用されてきた。記録によれば、1－2世紀の古代中国（後漢時代）や古代ローマ時代などに見られるほか、現代でも加熱・低温殺菌されアメリカ合衆国のバーモント州などで肥料とされる。日本の江戸時代には、京都では農業肥料として尿を集める樽を持ち、野菜と交換する商売があった（「金肥」も参照）。
鳥類の尿は尿酸を含み、グアノとして天然の窒素肥料として利用されている。
尿素が微生物によって酸化されて火薬の原料となる硝酸カリウムが生じることも古くから知られており、硝石が手に入りにくい地域では貴重とされた。近代科学が発達する以前では、硝石は便所の床下の地面に堆積した硝酸カリウムを採掘したり、枯れ草に尿をかけて発酵させたりして入手していた。
古代においては、尿を発酵させて得られるアンモニアなどはしばしば唯一の洗濯の手段であり、皮革・布などの洗浄に広く用いられた。その化学的性質は錬金術・魔術の領域でも広く用いられた。
かつてはマンゴーの葉だけを食べさせた牛の尿から得た黄色顔料（インディアンイエロー、オイキサンチン酸マグネシウム塩）が絵具に使われた。現代ではその製法が動物虐待にあたるため、色調を再現した代替顔料が使われる。

### 医薬品など
生物の尿には各種の生理活性物質が含まれており、精製することで様々な医療用の尿由来製剤が生産されている。代表的なものとしては排卵誘発剤のHMG製剤、白血球減少症治療剤のミリモスチム（mirimostim、商品名ロイコプロール、糖蛋白質）、酵素阻害剤のウリナスタチン（商品名ミラクリッド）、線維素溶解酵素剤ウロキナーゼなどがある。ただし、クロイツフェルト・ヤコブ病の懸念から、利用には慎重な態度がとられている。
漢方薬では「童子尿」として尿が薬用に用いられており、民間では健康法として尿療法が行われている。爬虫類や鳥類の尿は尿酸を含み、化粧品などに用いられた例もある。
なお、かつては「ハチに刺されると尿をつけると良い」と言われたが、これは「ハチの毒が蟻酸であり、尿にアンモニアが含まれているので中和できる」と考えられていたからである。現在ではこのどちらも間違いである。

## 健康・尿のトラブル
尿の色
通常、尿の色は、赤血球のヘモグロビンが老化して排出される処理でウロビリノーゲンとなり、それが酸化したウロビリンや過剰なビタミン等により着色され無色-黄色-こげ茶色となる。それ以外の色の場合は、何かしらの内臓疾患の疑いがある。
頻尿
女性と子供の最も多い原因は尿路感染症、膀胱炎で、高齢男性での最も多い原因は前立腺肥大症である。そのほかに利尿薬や利尿作用のある食品などが原因として考えられる。
尿失禁
尿失禁には、腹圧性尿失禁と切迫性尿失禁がある。
多尿症
糖尿病
プールでの汚染
プール内の尿は、消毒用塩素と反応してクロラミン（結合残留塩素）を生成する。クロラミンは空気より重いガスとなって水面上に滞留し、特有の塩素臭と共に皮膚・目・気道への刺激の原因となる。

## 文化
- 小便小僧
- ⁠童子蛋
- 嗜尿（英語版）